# Лантик
Ланти́к (фр. Lantic, брет. Lannidig) — коммуна во Франции, находится в регионе Бретань. Департамент — Кот-д’Армор. Входит в состав кантона Плуа. Округ коммуны — Сен-Бриё.
Код INSEE коммуны — 22117.

## География
Коммуна расположена приблизительно в 390 км к западу от Парижа, в 105 км северо-западнее Ренна, в 14 км к северо-западу от Сен-Бриё.

## Население
Население коммуны на 2016 год составляло 1 656 человек.
| 1962 | 1968 | 1975 | 1982 | 1990 | 1999 | 2010 | 2016 |
| ---- | ---- | ---- | ---- | ---- | ---- | ---- | ---- |
| 710  | 725  | 722  | 940  | 1075 | 1116 | 1541 | 1656 |

## Администрация
| Период | Период | Фамилия          | Партия                             | Примечания |
| ------ | ------ | ---------------- | ---------------------------------- | ---------- |
| 1971   | 1977   | Пьер Гофни       | голлист                            | фермер     |
| 1977   | 1983   | Филипп Булью     | Объединение в поддержку республики | фермер     |
| 1983   | 1989   | Франсуа Ришом    | Союз левых                         |            |
| 1989   | 2008   | Пьер Гофни       | центрист                           | учитель    |
| 2008   |        | Кристиан Ле Метр | беспартийный                       | фермер     |

## Экономика
В 2007 году среди 913 человек в трудоспособном возрасте (15—64 лет) 684 были экономически активными, 229 — неактивными (показатель активности — 74,9 %, в 1999 году было 65,8 %). Из 684 активных работали 635 человек (336 мужчин и 299 женщин), безработных было 49 (22 мужчины и 27 женщин). Среди 229 неактивных 70 человек были учениками или студентами, 108 — пенсионерами, 51 были неактивными по другим причинам.

## Достопримечательности
- Часовня Нотр-Дам-де-ла-Кур и распятие (XV век). Исторический памятник с 1907 года[3]

## Фотогалерея

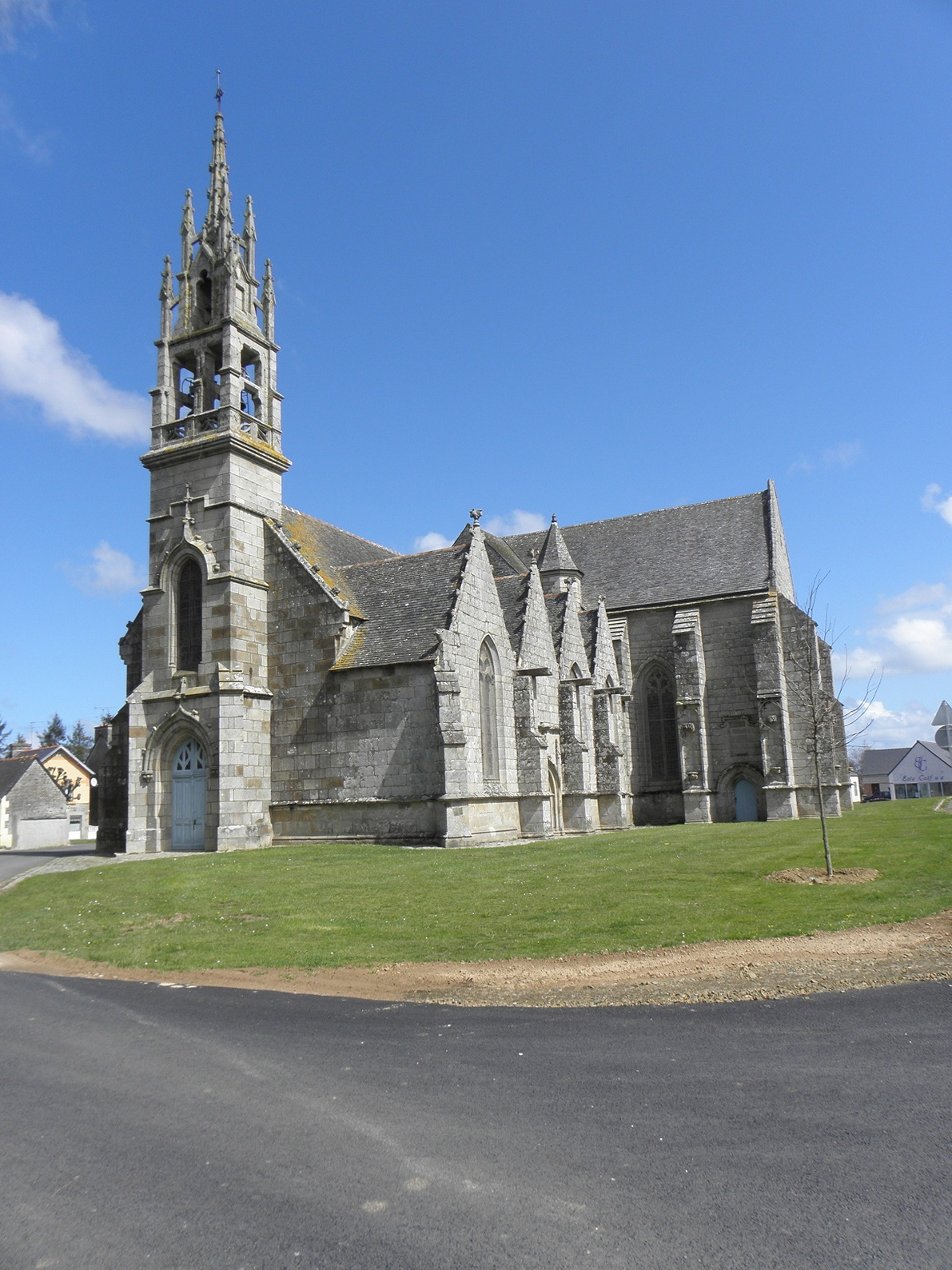
Часовня Нотр-Дам-де-ла-Кур
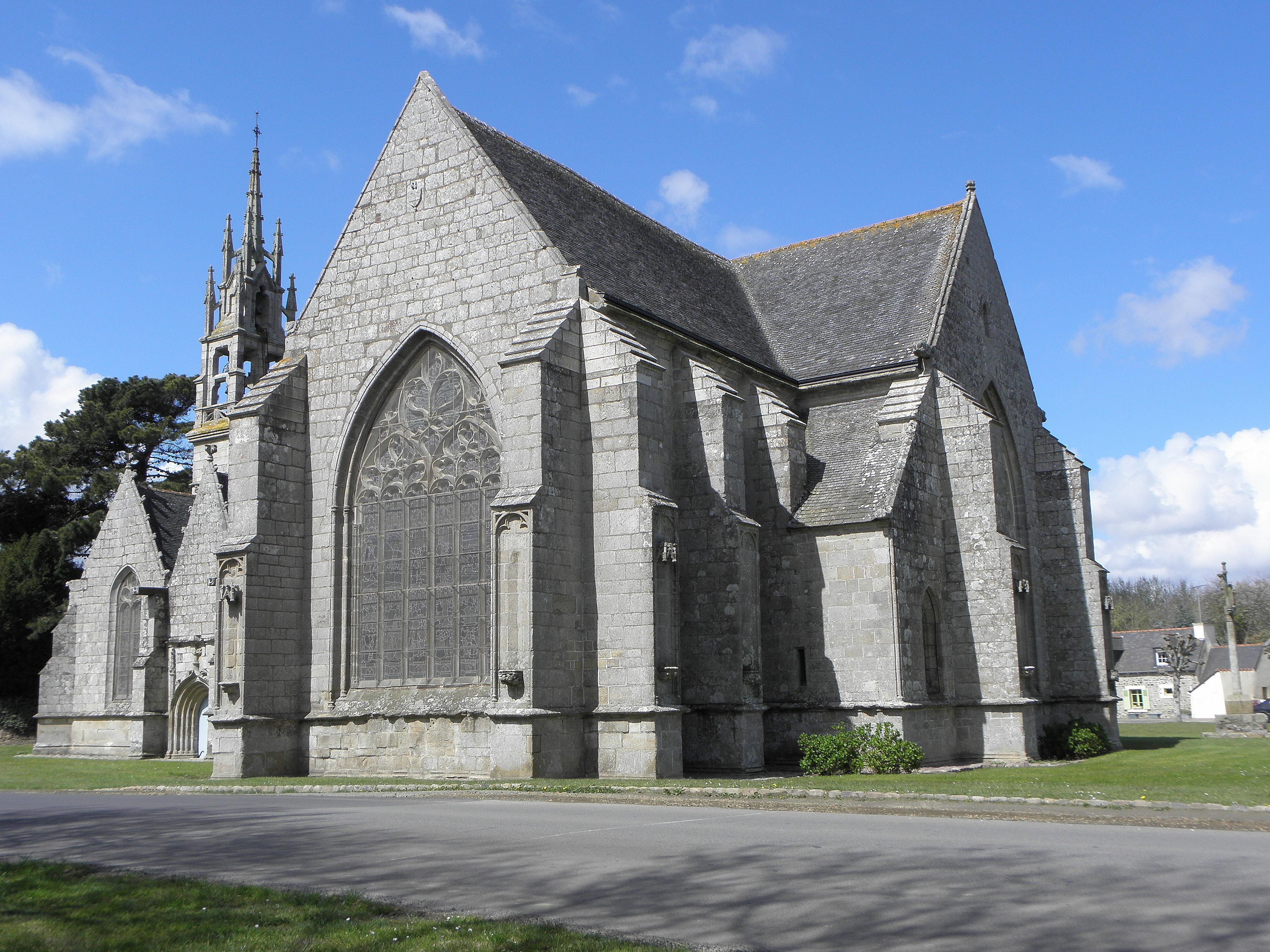
Часовня Нотр-Дам-де-ла-Кур
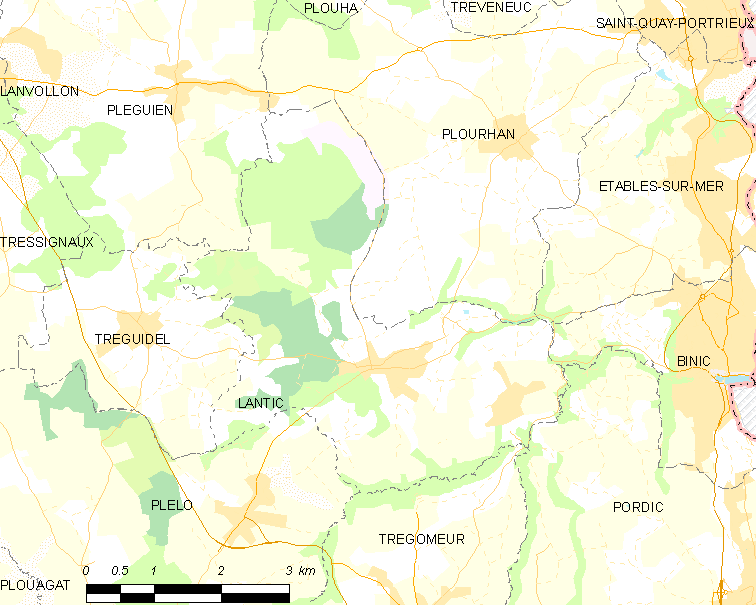
Карта коммуны